# 오디 잉글랜드
오디 잉글랜드(Adrienne Marie England, 1967년 7월 12일 ~ )는 미국의 사진가, 영화배우이다.
로스앤젤레스에서 태어났다.

## 출연 작품
- 사운드맨 (1998년)
- 아이스(영어판) (1998년)
- 리전 (1998년)
- 그녀는 거짓말쟁이 (1996, Hello, She Lied)
- 위협 (1996년)
- 비너스 라이징 (1995년)
- 델타 비너스 (1995년)